# Johann Jacob Schoy

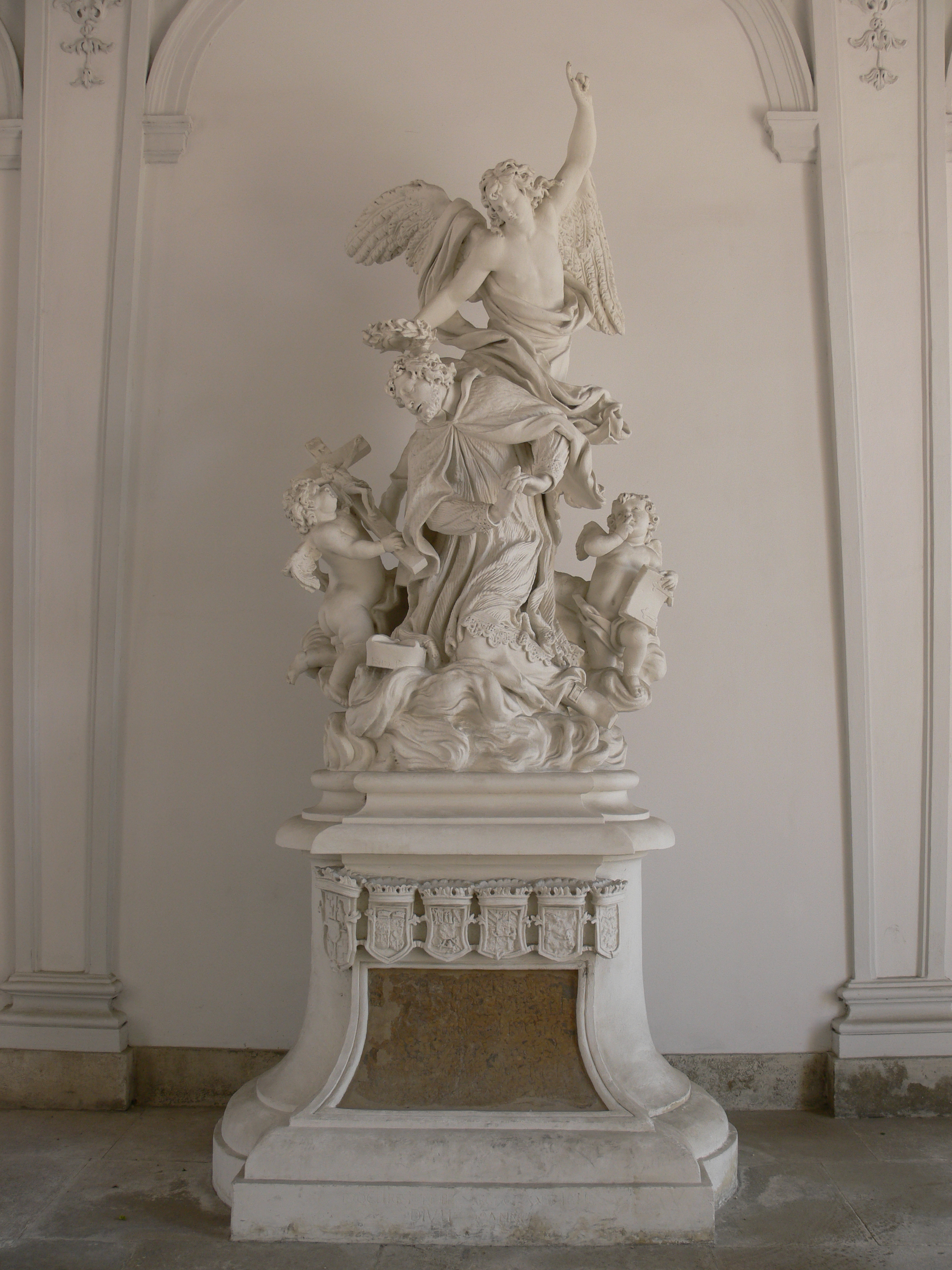
Apotheose des hl. Johannes von Nepomuk, 1724, Unteres Belvedere, Wien

Johann Jacob Schoy (* 20. Juli 1686 in Marburg an der Drau; † 4. April 1732 in Graz, Steiermark) war ein  österreichischer Bildhauer. Er war Lehrer von Joseph Stammel.
Spuren venezianischer Vorbilder finden sich in Schoys „beseelt wirkende[r] Innigkeit“.

## Werke
- Graz
  - Hochaltar des Grazer Doms (1730–33) (gilt als Hauptwerk);
  - geschnitztes Vesperbild in der Grazer Bürgerspitalskirche
  - Johann-Nepomuk-Gruppe in der Zentralfriedhofskirche;
  - Hochaltar in der Straßganger Pfarrkirche.
  - Sandsteinfiguren der Dreifaltigkeitssäule am Grazer Karmeliterplatz
- Steiermark
  - Dreifaltigkeitssäulen in Leoben und Vordernberg
  - Statuen für die Pfarrkirche Schönberg bei Knittelfeld.
  - Hochaltar der Pfarrkirche Nestelbach bei Graz (vorher Klarissenkloster im Paradeis in Graz)
- Wien
  - Apotheose des hl. Johannes von Nepomuk, 1724, Belvedere (aufgestellt im Bereich des Unteren Belvedere)